# Claiton Machado dos Santos
Claiton Machado dos Santos (* 7. September 1984 in Santa Helena de Goiás), oder oft auch einfach Claiton, ist ein brasilianischer ehemaliger Fußballspieler.

## Karriere
Claiton begann seine Profikarriere in Italien, wo er im Jahr 2000 beim FC Bologna anheuerte. Dort kam er in zwei Jahren auf einen Einsatz am 17. Juni 2001. Im Januar 2002 wurde Claiton von der AC Mailand verpflichtet und anschließend zweimal verliehen, bei der AC Mailand kam er nur in der zweiten Mannschaft zum Einsatz. 2006 wechselte er zu Varese, wo er 2009 mit der Mannschaft aufstieg. 2011 wechselte er dann nach Apulien zur AS Bari, bevor er 2013 vom italienischen Erstligisten Chievo Verona verpflichtet wurde. Nach nur einem Jahr schloss er sich dem FC Crotone an, wo er bis 2017 spielte. Danach wechselte er zur US Cremonese.